# Thriller legal
El thriller legal es un subgénero dentro de los relatos de suspense y de ficción criminal en el cual los personajes principales son abogados y sus empleados. El propio sistema de justicia suele ser una parte importante de estos trabajos, en ocasiones casi siendo uno de los personajes. En este sentido, el sistema legal provee el marco para el thriller legal, así como el sistema de trabajo de la policía moderna lo provee para el género de la policía procesal.
En general, los abogados actuantes se involucran en la defensa de sus casos (usualmente la inocencia de su cliente en el crimen del cual se lo acusa o la culpabilidad de una organización corrupta que ha encubierto su malversación hasta el momento) a tal punto que terminan poniendo en riesgo a sus relaciones personales y, a menudo, a sus propias vidas.

## Autores destacados
Autores destacados de este género incluyen a William Bernhardt, Michael Connelly, William J Coughlin, Kenneth G. Eade, Linda Fairstein, Erle Stanley Gardner, Mark Giménez, James Grippando, John Grisham, David Kessler, Lowell B. Komie, William Lashner, John Lescroart, Paul Levine, Phillip Margolin, Steve Martini, Brad Meltzer, John Mortimer, Michael Nava, Perri O'Shaughnessy, Richard North Patterson, Nancy Taylor Rosenberg, Lisa Scottoline, Gianluca Arrighi, Sheldon Siegel, Arthur Train, Scott Turow, Kate Wilhelm y Steve Cavanagh.

## Películas
Michael Clayton, una película de 2007 del género thriller legal recibió múltiples nominaciones y ganó un Premio Óscar en la 80.ª ceremonia de entrega de los premios.

## Videojuegos
Ace Attorney, de Capcom, es una serie de videojuegos del género aventura y thriller legal.